# Hemaiag Bedros XVII Guedikian
Hemaiag Bedros XVII Guedikian, in italiano Hemaiag Pietro XVII (Trebisonda, 2 ottobre 1905 – Bzoummar, 28 novembre 1998), è stato un patriarca cattolico e abate armeno, abate generale della Congregazione Mechitarista di Venezia, vicario patriarcale e diciassettesimo patriarca di Cilicia degli Armeni, e quindi della Chiesa armeno-cattolica.

## Biografia
Nativo di Trabzon in Turchia, fu ordinato prete il 19 ottobre 1930 nella Congregazione Mechitarista di Venezia di cui fu abate generale. Fu consacrato vescovo titolare di Chersoneso di Zechia il 30 maggio 1971 e contestualmente vicario patriarcale. Alla dimissione di Iknadios Bedros XVI Batanian, venne eletto patriarca degli Armeni il 3 luglio 1976. Fu testimone degli anni più difficili della guerra civile libanese. Ritiratosi dal patriarcato nel 1982, morì il 28 novembre 1998.

## Genealogia episcopale e successione apostolica
La genealogia episcopale è:
- Cardinale Scipione Rebiba
- Cardinale Giulio Antonio Santori
- Cardinale Girolamo Bernerio, O.P.
- Arcivescovo Galeazzo Sanvitale
- Cardinale Ludovico Ludovisi
- Cardinale Luigi Caetani
- Cardinale Ulderico Carpegna
- Cardinale Paluzzo Paluzzi Altieri degli Albertoni
- Papa Benedetto XIII
- Papa Benedetto XIV
- Papa Clemente XIII
- Cardinale Bernardino Giraud
- Cardinale Alessandro Mattei
- Cardinale Pietro Francesco Galleffi
- Cardinale Giacomo Filippo Fransoni
- Cardinale Andon Bedros IX Hassoun
- Patriarca Stepanos Bedros X Azarian
- Patriarca Avedis Bedros XIV Arpiarian
- Patriarca Iknadios Bedros XVI Batanian
- Patriarca Hemaiag Bedros XVII Guedikian

La successione apostolica è:
- Patriarca Krikor Bedros XX Ghabroyan, I.C.P.B. (1977)
- Vescovo Mikail Nersès Sétian (1981)
- Vescovo Vartán Waldir Boghossian, S.D.B. (1981)